# Förenta nationernas konferens om hållbar utveckling 2012

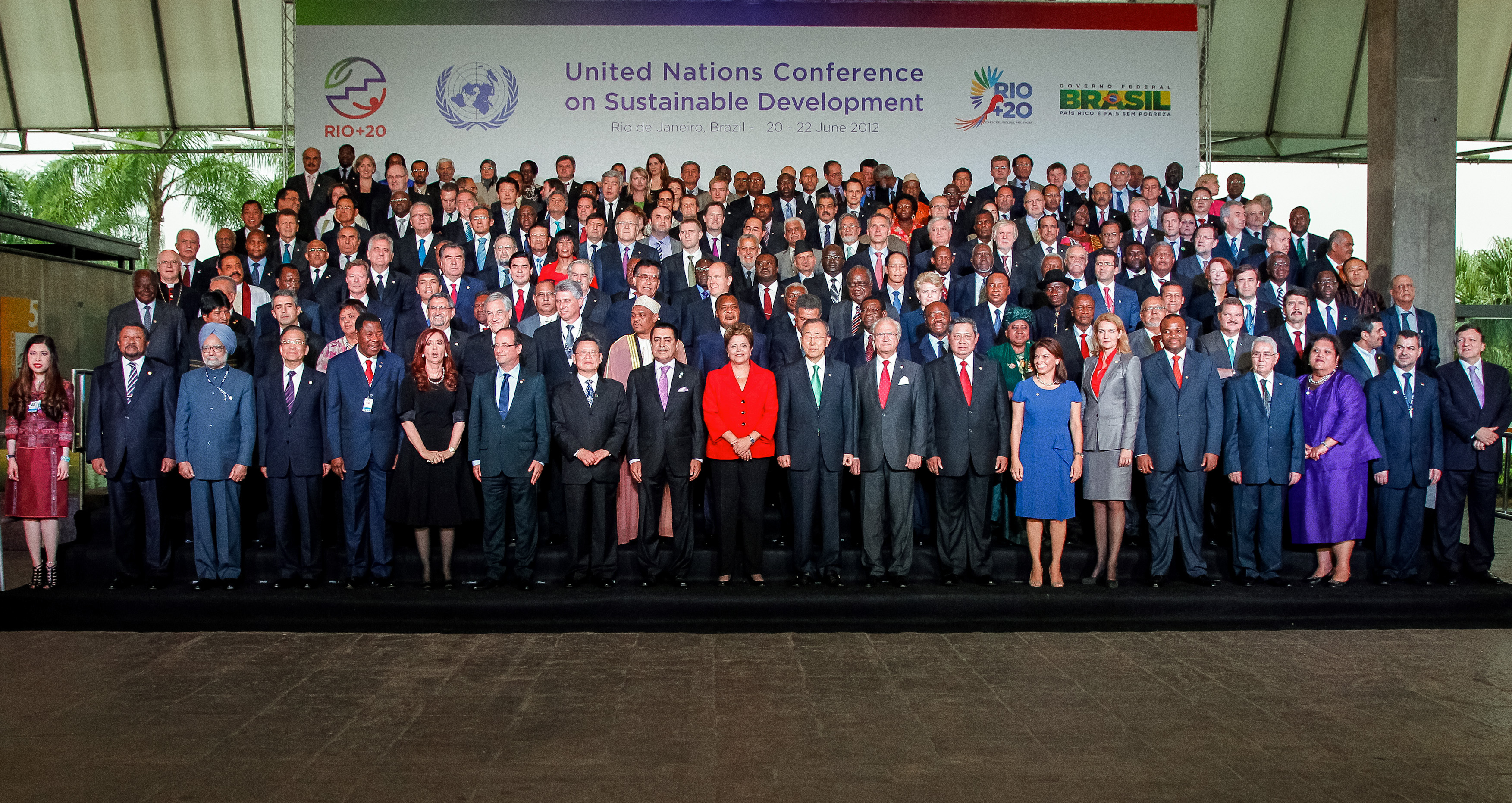
Olika länders ledare på mötet

Förenta nationernas konferens om hållbar utveckling (engelska: United Nations Conference on Sustainable Development, portugisiska: Conferência das Nações Unidas sobre Desenvolvimento Sustentável) eller Rio+20 var en internationell konferens om hållbar utveckling som ägde rum i Rio de Janeiro i Brasilien under perioden 20-22 juni 2012. Konferensen hölls till 20-årsminnet av 1992 års konferens i samma stad. Fokus låg på kampen mot miljöförstöring genom så kallad grön ekonomi samt fattigdomsbekämpning.